# Recelle
Recelle (llamada oficialmente San Pedro de Recelle) es una parroquia española del municipio de Puertomarín, en la provincia de Lugo, Galicia.

## Organización territorial
La parroquia está formada por quince entidades de población, constando nueve de ellas en el nomenclátor del Instituto Nacional de Estadística español:

### Entidades de población
Entidades de población que forman parte de la parroquia:
- A Eirexe
- Almacén (O Almacén)
- As Casas Novas
- As Moreiras
- Casa do Cardedo
- Casanova (A Casanova)
- Lousada
- Mariz
- O Campo do Xordo
- O Casa da Lama
- O Regueiro
- Poído
- Vigo

### Despoblados
Despoblados que forman parte de la parroquia:
- A Servicería
- Marmoiral (O Marmoiral)

## Demografía
| Gráfica de evolución demográfica de Recelle entre 2000 y 2020 |
|                                                               |
| Datos según el nomenclátor publicado por el INE.              |